# Genealogisches Handbuch des Adels
Het Genealogisches Handbuch des Adels was een Duits genealogisch naslagwerk dat van 1951 tot 2015 verscheen in 158 delen. Het wordt ook wel beschouwd als een voortzetting van het genealogische deel van de Almanach de Gotha.

## Series
De uitgave, waarvan 158 delen verschenen, onderscheidt verschillende series (zie hieronder).
In de serie Fürstliche Häuser staan vier afdelingen. In de eerste worden onder andere alle regerende en voormalige regerende vorstenhuizen opgenomen. De tweede afdeling omvat die geslachten die op 8 juli 1815 volgens de Duitse Bundesakte ebenbürtig werden verklaard aan de geslachten van de eerste afdeling. De afdeling III A omvat geslachten waaraan een vorstelijke of hertogelijke titel is toegekend; III B omvat takken van geslachten uit de eerste afdeling die een huwelijk hebben gesloten dat niet volgens het familierecht of door het hoofd van dat geslacht als ebenbürtig erkend is.
- Fürstliche Häuser
  - Band I-XX (1951-2014)
- Gräfliche Häuser
  - Gräfliche Häuser A: Band I-VII (1952-1973)
  - Gräfliche Häuser B: Band I-IV (1953-1973)
  - Gräfliche Häuser: Band VIII-XX (1976-2012)
- Freiherrliche Häuser
  - Freiherrliche Häuser A: Band I-XIII (1952-1982)
  - Freiherrliche Häuser B: Band I-VIII (1954-1982)
  - Freiherrliche Häuser XIV-XXVI (1986-2014)
- Adelige Häuser
  - Adelige Häuser A: Band I-XXIX (1953-2007)
  - Adelige Häuser B: Band I-XXVI (1954-2006)
  - Adelige Häuser: Band XXX-XXXVI (2008-2015)
- Adelslexikon
  - Band I-XVIII (1972-2012)

## Uitgever
Sinds 1951 werd het GHdA uitgegeven door C.A. Starke Verlag te Limburg an der Lahn. In 2013 werd overeengekomen met de Stiftung Deutsches Adelsarchiv dat deze laatste de verantwoordelijkheid voor de uitgave zou overnemen, een stichting waarmee Starke al jarenlang samenwerkte. Sinds 2015 wordt een soortgelijke reeks uitgegeven door Verlag Deutsches Adelsarchiv GmbH onder de titel Gothaisches genealogisches Handbuch.